# Elizabet Inneh-Varga

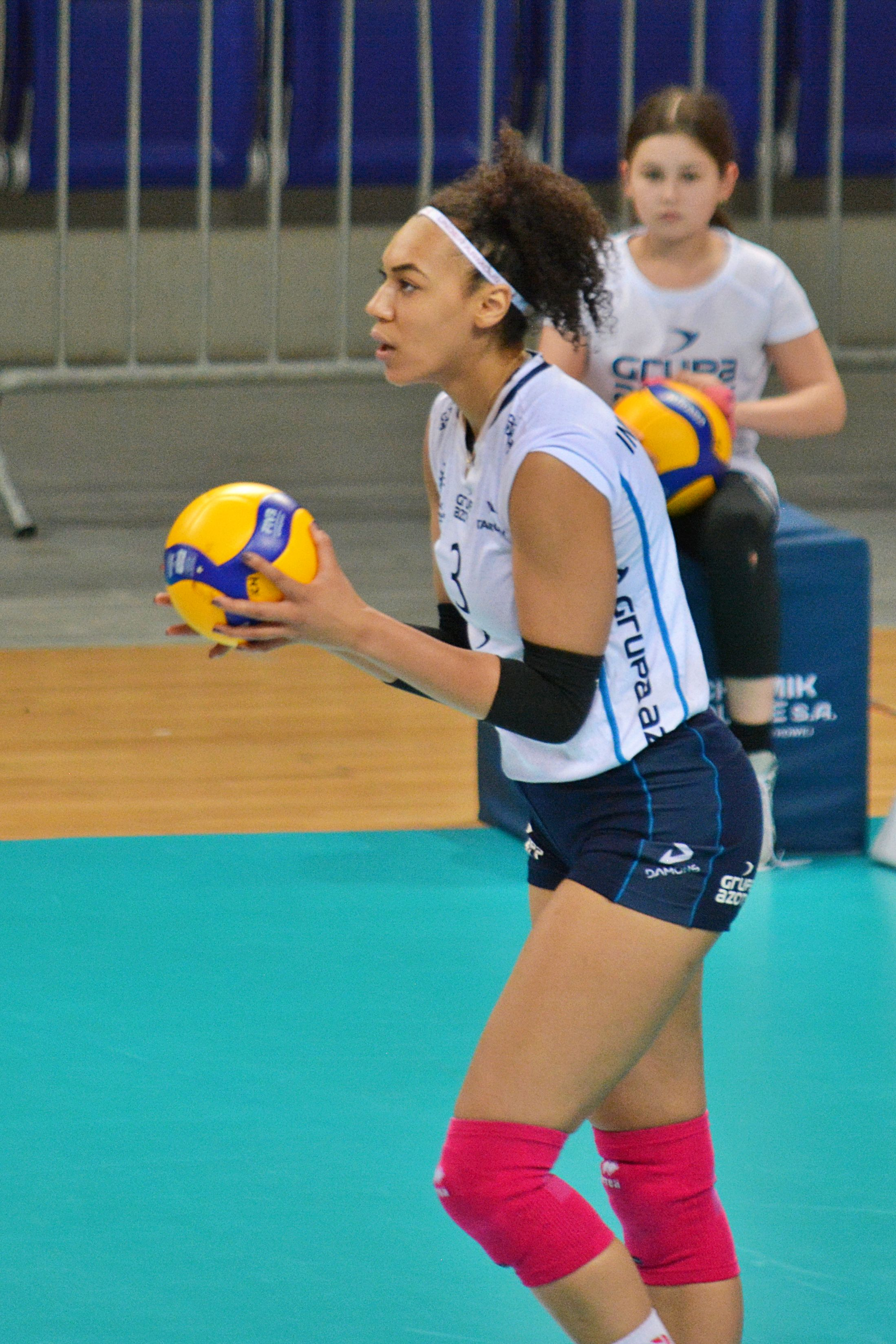
Elizabet Inneh-Varga zawodniczką Grupy Azoty Chemika Police

Elizabet Lenke Inneh-Varga (ur. 21 marca 1999 w Budapeszcie) – węgiersko-rumuńska siatkarka pochodzenia benińskiego, grająca na pozycji atakującej.

## Życiorys
Jej ojciec pochodził z afrykańskiego kraju Beninu i zmarł w dniu jej narodzin. Wychowywana potem przez matkę przyjechała do rumuńskiego miasta Oradea, w którym w wieku 10 lat zaczęła grać w siatkówkę. I również tam jak była bardzo mała wróciła do domu dziadków w Rumunii, tam chodziła do szkoły i w ten sposób zdobyła rumuńskie obywatelstwo. Teraz jej rodzina od strony taty żyje w Nigerii albo w Stanach Zjednoczonych. Nikt już w Beninie z nich nie mieszka. Jej rodzina od strony mamy mieszka w Rumunii i w Budapeszcie. Jej wujek od strony taty mieszka w Nigerii, ale większość wyjechała do Stanów Zjednoczonych. Ma jeszcze ciocię we Włoszech i w Londynie.
W listopadzie 2022 roku podczas trwającego sezonu 2022/2023 w lidze południowokoreańskiej zdobyła 56 punktów przeciwko drużynie Suwon Hyundai E&C Hillstate.
Podczas Gali Polskiej Ligi Siatkówki 2024 została najlepszym Obcokrajowcem Sezonu 2023/2024 TAURON Ligi.

## Kariera klubowa
| Kariera juniorska      | Kariera juniorska                      | Kariera juniorska | Kariera juniorska | Kariera juniorska | Kariera juniorska | Kariera juniorska | Kariera juniorska | Kariera juniorska | Kariera juniorska | Kariera juniorska |
| ---------------------- | -------------------------------------- | ----------------- | ----------------- | ----------------- | ----------------- | ----------------- | ----------------- | ----------------- | ----------------- | ----------------- |
| Lata                   | Klub                                   |                   |                   |                   |                   |                   |                   |                   |                   |                   |
| 2013–2014              | ACS Borș                               |                   |                   |                   |                   |                   |                   |                   |                   |                   |
| 2014–2017 (do 12.2017) | CSU Medicina Târgu Mureș               |                   |                   |                   |                   |                   |                   |                   |                   |                   |
| Kariera seniorska      |                                        |                   |                   |                   |                   |                   |                   |                   |                   |                   |
| Lata                   | Klub                                   |                   |                   |                   |                   |                   |                   |                   |                   |                   |
| 2017–2021 (od 12.2017) | Fatum Nyíregyháza                      |                   |                   |                   |                   |                   |                   |                   |                   |                   |
| 2021–2022              | Gwangju Pepper Savings Bank AI Peppers |                   |                   |                   |                   |                   |                   |                   |                   |                   |
| 2022–2023              | Daejeon Korea Ginseng Corporation      |                   |                   |                   |                   |                   |                   |                   |                   |                   |
| 2023–2024              | Grupa Azoty Chemik Police              |                   |                   |                   |                   |                   |                   |                   |                   |                   |
| 2024–                  | Bahçelievler Belediyespor              |                   |                   |                   |                   |                   |                   |                   |                   |                   |

## Sukcesy klubowe
Mistrzostwo Rumunii juniorek:
- 2016[1]

Mistrzostwo Węgier:
- 2021[12]
- 2018, 2019

Puchar Węgier:
- 2018, 2019, 2021[13]

Superpuchar Polski:
- 2023[14]

Mistrzostwo Polski:
- 2024[15]